# 单词接龙
单词接龙（Word chain、grab on behind、last and first、alpha and omega和the name game）   是一种英文單詞文字游戏。開頭時某個玩家會給出第一個英文單詞，其他玩家要想出另一個單詞，而該單詞的開頭字母必須是先前單詞最後的那個字母。通常接龍的單詞詞性也必須和前一個單詞相同，例如前一個單詞是名詞，那麼接龍的單詞也必須是名詞。此外考慮新單詞時有时间限制，如5秒內必須想出新單詞  ，而且在同一游戏中不得重复用词。此外城市名詞版本的單詞接龍在英文中又被称为geography 。